# Episodi di Enlightened - La nuova me (seconda stagione)
La seconda stagione della serie televisiva Enlightened - La nuova me (Enlightened) è stata trasmessa dal 13 gennaio al 3 marzo 2013 sul canale statunitense HBO.
In Italia, la stagione è stata resa disponibile il 26 maggio 2021 su Sky Box Sets e in streaming su Now e andata in onda su Sky Atlantic dal 26 maggio al 2 giugno 2021.
| nº | Titolo originale  | Titolo italiano                       | Prima TV USA     | Pubblicazione Italia |
| -- | ----------------- | ------------------------------------- | ---------------- | -------------------- |
| 1  | The Key           | La chiave                             | 13 gennaio 2013  | 26 maggio 2021       |
| 2  | Revenge Play      | La vendetta                           | 20 gennaio 2013  | 26 maggio 2021       |
| 3  | Higher Power      | Un potere superiore                   | 27 gennaio 2013  | 26 maggio 2021       |
| 4  | Follow Me         | Seguitemi                             | 2 febbraio 2013  | 26 maggio 2021       |
| 5  | The Ghost Is Seen | Il fantasma è stato visto             | 10 febbraio 2013 | 26 maggio 2021       |
| 6  | All I Ever Wanted | Tutto quello che ho sempre desiderato | 17 febbraio 2013 | 26 maggio 2021       |
| 7  | No Doubt          | Nessun dubbio                         | 24 febbraio 2013 | 26 maggio 2021       |
| 8  | Agent of Change   | Fattore di cambiamento                | 3 marzo 2013     | 26 maggio 2021       |